# 政軍関係
政軍関係（せいぐんかんけい）は、英語の"civil-military relations"の訳語だが、英語の"civil-military relations"が「社会とその軍隊の相互作用」とされているのに対して、日本語の「政軍関係」は一般的に文民の集団と軍人の集団の関係を指す概念とされ、かなりニュアンスを異にしている。
以下は日本における「政軍関係」の概念であり、英語圏の"civil-military relations"の概念とは別物である。
狭義においては文民の政府組織と軍人の将校団の関係を指すが、常に政軍関係が政府と軍隊という二つの具体的な組織が利害を争っている関係を示すわけではない。ここで使用する政軍関係という訳語は民軍関係と置き直すことも可能であり、ここでの民(civil)とは軍(military)ではないもの全般を指している。

## 概要
どのような政府機構でも多かれ少なかれ、軍隊が持つ強制力によって基礎付けられている。社会において軍隊は組織化された暴力を独占的に管理し、そのために必要な専門的な知識や技術、そして兵員と装備を活用することができる。軍隊は外部の政治社会に対して軍事力を行使する戦争の道具として機能し、あるいは国内での反乱を鎮圧する暴力装置としての役割が政府から期待される。しかし政軍関係の状況によってはこのような政府の意図とは反する政治的な行動を示すことがあり、それは最も低度においては政治に対する限定的な影響力の行使に留まるが、それが発展すると政治に対する本格的な介入、そして極端な場合になるとクーデタによる政権の掌握にまで及ぶ。したがって政軍関係の研究はいかにして軍隊を制御するべきであるかを考察することが主眼となっている。
そもそも政軍関係の主体である軍隊という制度は中世以後のヨーロッパ列強が絶対主義の下で発展させてきた常備軍という軍事組織の形態に遡ることができる。この常備軍の形態は19世紀になると専門的な職業制度としてヨーロッパ諸国で確立され、近代化の過程で国家組織の不可欠な制度的要素として世界各地に創設されていった。軍隊は政治制度として非常に特殊な性格を持っていることが知られている。まず軍隊は戦争の道具として、洗練された戦闘手段を社会の中で独占しており、しかも厳格な規律と階級の制度によって組織が構築されている。これはドイツの社会学者マックス・ウェーバーによれば、官僚制の典型例と見なすことができる。このような特性は軍隊の組織構造を硬直させ、進歩を阻害するものの、戦闘部隊に不可欠な組織的な戦闘力をもたらすことができる。ただし軍隊が常に単一の組織体であるとは限らない。職業的な将校団の中でも、徴募兵たちの中でも、また将校と下士官や兵卒の間、陸海空軍の軍種間、地域や宗教、民族ごとに編制された部隊の間にも対立は生じる可能性がある（軍閥も参照）。
このような軍隊のさまざまな特性を形成する要因はさまざまである。その軍隊の歴史的背景や伝統、軍隊を取り巻く政治体制や政治文化、主流となっている政治イデオロギーの状況など数多くの要因が考えられる。例を挙げれば、中国人民解放軍は1949年において確立された共産主義のイデオロギーが導入され、さらに中国軍の内部では厳格な中国共産党の統制が受け入れられている。一方で戦後のドイツ軍はナチズムの価値観を排除し、自由民主主義の政治教条を体系的に受容する試みを続けてきた。これらの事例から確認できるように軍隊の本性がどのような特徴を持つものかという疑問に対して、一般的な観念で応答することは不可能である。軍隊が社会的な構成物であり、その実態は決して一様ではない事実は政軍関係の状況を判断し、その関係を文民統制の理念に方向付ける試みを複雑なものにしている。

## 理論
政軍関係の基礎理論は戦後のアメリカで研究されており、ハロルド・ラスウェル、ミルズ、ノードリンガーなどの論者がおり、その論点は世界各国の政軍関係の事実的な関係、政軍関係理論における軍隊の捉え方、そして文民統制を実現するための方法論などがある。ここでは政軍関係の代表的な研究者であるハンチントン、パールマター、ファイナーの研究の一部を概観するに留め、政軍関係の理論的枠組みを構成する基本概念の理解を助けたい。

### 職業主義
ハンチントンは『軍人と国家』において政軍関係を文民政府と将校団の関係として把握し、将校団の分析を行っている。近代の将校団は職業主義（軍事的プロフェッショナリズム）に特徴づけることが可能であり、専門知識、社会責任、そして団体性を備えている。このような軍隊の職業主義は軍事的安全保障を効率的に達成することを可能にしているだけでなく、軍隊が政治的主体となることを防ぐものである。将校団の職業主義の要素に位置づけることができる専門的な技能とは暴力の管理であり、これには軍事力の造成、軍事作戦の立案、そして作戦指揮の業務が含まれる。そして将校団の社会的責任とは専門知識に基づいた国家に対する軍事的安全保障の助言を行うことである。そして将校団とは公的な官僚組織であり、この組織には特別な参加手続や独自の行動様式、そして階級制度に基づいた序列を備えた団体性がある。厳密に言えば下士官や兵卒は将校団の一部ではないために、ここで示されている暴力の管理に関する専門知識や社会的責任、そして団体性は当てはまらない。

### 衛兵主義
パールマターの政軍関係の議論はハンチントンの見解に異議を唱え、特に職業主義の概念に対する批判を行ったことで知られている。パールマターは軍隊の性格としてハンチントンが提示している職業主義の要素としての専門知識や責任、団体性の中でも団体性に注目した。そして軍隊の団体性とは衛兵主義（プリートリアニズム）の原因になりうると論じた。衛兵主義とは社会において軍隊が武力を活用することによって、独自の政治権力を行使する状況を示す概念であり、古代ローマの近衛が武力を背景として元老院の政治に介入したことに由来する。パールマターは軍隊による政情不安が見られるラテンアメリカや中東、アフリカ、東南アジアの地域研究においてこの概念を使用することを提案している。そして軍隊のあり方を職業的な軍隊という古典的な類型だけではなく、衛兵主義に特徴付けられた職業主義の類型、そして団体性がない革命的軍人の類型に分類している。

### 文民統制
文民統制（シビリアン・コントロール）とは政軍関係において文民に対する軍人の権力関係を極小化するという理念である。この方法については文民が軍人に対して主体的に統制を加える主体的文民統制（主観的文民統制とも）と職業主義が確立した軍隊が文民が軍隊と分離し、客体化した状態で統制を受ける客体的文民統制（客観的文民統制とも）の可能性がある。ハンチントンは客体的文民統制の方法こそが文民統制の目的を達成しながらも、軍隊の職業主義をより促進するものであると主張したが、パールマターなどは軍隊の政治介入を妨げるためには文民がより軍隊の職業教育に介入して文民の価値観を普及させなければ、文民統制は実現しないと主張している。この実施には政治権力と政治イデオロギーの両方が密接に関係しており、各国の文民統制の形態はそれぞれ異なっている。

### 政治文化
このような政軍関係の議論を補完する研究にファイナーによる『馬上の人』がある。ファイナーは戦後において生じた軍隊の政治介入の事例を取り上げ、軍隊は常に政治介入を行うことを動機付けられていると主張した。ハンチントンは職業主義を確立すれば軍隊が政治介入を行うことはないと論じているが、その見解をファイナーは近代ドイツや近代日本の軍隊の事例を検討することで否定している。そしてファイナーは職業主義が文民組織との衝突を引き起こす要因となりうると論じながら、軍隊の政治介入を四つの水準に整理している。まず第一の水準が合法的な影響力の行使であり、第二に圧力の行使、第三に支配者の置き換え、そして第四に文民体制を除いて軍人体制を確立する、という四つの水準がある。ファイナーはこの軍隊による政治介入の水準がその国家の政治文化と関連していると主張し、政治文化が成熟しているほど文民政府の正統性が高まるため軍隊の政治介入は抑制されると考える。

## 歴史
政軍関係の歴史的経緯は地域によって異なっている。ここでは政軍関係の歴史的事例の一つを示すために、ハンチントンの職業軍人の成立史の視点に基づいて18世紀ヨーロッパを中心に政軍関係の歴史的経緯を概観する。
18世紀においては軍事思想に大きな飛躍が認められた。それはギベールやロイドによる科学的手法によって戦争を考察しようとする試みであり、このことで明確に整理された概念や理論に基づいた軍事知識の体系である軍事学が成立した。彼らは戦争術が他の技術と同様に原理に基づいて理論化する可能性が認められることを主張し、しかもその理論は軍事教育によって伝達することが可能であると述べた。彼らの思想的影響はプロイセンの軍人たちの軍制改革に反映された。シャルンホルスト、グナイゼナウ、グロルマンの軍制改革は専門性を備えた職業軍人を訓練することを狙ったものであった。1808年8月6日にプロイセン政府は将校任命の法令を発布し、そこで将校任命の条件が平時における教育と専門知識、戦時においては勇気と理解であると定め、この資質を持つ人々は出身階級とは無関係に平等に軍人として扱われるとされた。ヨーロッパ列強が19世紀後半に職業軍人制度の基礎を確立した頃に、既にプロイセンでは将校のための軍事教育、軍事学の研究機関、昇進制度、幕僚組織、職業倫理としての軍人精神が完成されていた。このような試みから近代的な職業軍人の歴史的起源はプロイセン軍にあると考えられている。
1875年当時のプロイセン軍では将校団に参加するためには軍学校を卒業するか、下士官から専門的試験を通過する必要があった。そして参謀本部に入るためには最も高度な専門性が要求され、将校は幕僚と指揮官の両方の業務を交替していた。そして参謀本部に入るために必要な能力を示すことができれば、出身を問わずに平等に参謀本部に勤務する機会が与えられていた。しかも無能な将校が昇進することを防ぐために政府は部下の能力や資質を報告や試験結果から確認し、必要に応じて昇進を停止させることが可能であった。軍人たちはクラウゼヴィッツが打ち立てた戦争理論に基づいて、軍事的専門性という固有の領域を主張しながらも政治的見地にこれを従属させるという職業倫理を確立した。このことで職業軍人はそれまでの貴族による統治から分離し、固有の組織基盤を獲得するに至った。

## 政軍関係の諸相

### 政府と軍隊
軍事作戦の専門性が飛躍的に高まることによってそれまで国王が政治権力と併せ持っていた軍事権力が職業軍人によって担われるようになり、政府と軍隊の分離が近代以降急速に進むこととなった。政軍関係はハンティントンによって大きく主観的文民統制と客観的文民統制に分類されており、前者は政治家が極めて大きな統制力を軍隊に拡大する形態の政軍関係であり、後者は政治化が最低限の統制力を軍隊に維持する形態の政軍関係である。どちらが優れているかについては論争がある。ハンティントンは後者を徹底することが不適切かつ過剰な軍事への介入を封じることであると論じた。またパールマターはハンティントンの理論で述べられた軍隊の団体性に注目し、その団体性の肥大が政治への介入をもたらすとするプリートリアニズムを示した。一方でファイナーは軍人は政治に干渉する強い動機があるために政治家が軍人を絶対的な統制を行うべきであると論じた。またジャノヴィッツもハンティントンに反論して文民と軍人の思想や視点を共通化させることこそがよりよい政軍関係であると論じている。しかし国防のために精強な軍隊を建設して効果的に運用することと軍隊の政治力を抑制することは両立しがたく、また高度な軍事の専門性を政府と軍隊が共有することも難しく、根本的な解決は非常に難しい。

### 社会と軍隊
社会と軍隊の関係についても二極的に分離性と結合性の関係の性格に分類できる。社会と軍隊の分離性については、軍隊生活の閉鎖性、規律、専門性と社会生活の開放性や自由度の差異から、また軍隊の社会観と社会の軍隊観の乖離などから生じている。軍隊生活は基本的に兵営・艦内での生活であり、物理的に社会生活から隔離された環境にある。また軍隊は公的な武装組織であるために厳格な規律と絶対的な服従（指揮系統）が必要であり、これは命令者を絶対視するという封建的な人間関係であるため、現代の民主的な社会生活とはその性格が大きく異なることとなり、不信感の背景となりうる。社会の軍隊観についてはこれは軍事行動の成否によって変動すると考えられている。すなわち軍事行動が成功し、例えば戦争で勝利した場合は社会の軍隊観は大幅に改善される傾向にある。反対に軍事行動が失敗し、例えば戦争で敗北した場合は社会の軍隊観は非常に悪化する傾向が見られる。以上に見られるように社会と軍隊の関係は極めて心理的な作用によって変化するものであり、可変性が高いことが言える。事例としては戦後しばらく日本社会における軍隊観が悪かったこと、またベトナム戦争後に米国社会における軍隊観が悪化したことなどが挙げられる。

### 産業と軍隊
軍隊と産業の関係についてはまず競争関係と協力関係がある。競争関係においてはまず青年人口を巡る軍隊と産業の人的資源の獲得競争という側面がある。すなわち軍事要員として求められる年齢層と労働者として求められる年齢層は一致しており、ここに人的資源の配分問題が生じる。米軍の建軍において常備軍が忌避されていたのは、当時のアメリカ社会に労働力の絶対数が不足していたことが指摘されている。また食料や燃料などの軍需品・民需品についても同様のことが言える。また軍隊と産業には協力関係をも並存する。これは厳密には軍隊と軍事産業との協力関係であるが、軍需品の生産は政府によって消費が保障されているために軍事産業にとって経済の軍事化は好ましいことであると言える。すなわち軍隊と軍事産業は装備調達や技術開発などの点で相互依存関係であり、軍事費の増大は軍隊にとっては作戦能力の増強、軍事産業にとっては利潤の拡大を意味するために結合した協力関係にまで発達する段階もある。政治的な勢力にまで発達した政軍関係は軍産複合体と呼ばれる。ただし軍事費のすべてが軍事産業に投下されるわけではなく、また軍隊もその組織的な陸海空軍間で利益関心は必ずしも一致しない。

### 学術と軍隊
軍隊と学術研究機関の関係は冷戦期において急速に発展した分野である。ロン・ロビンは『冷戦の敵の形成　軍学複合体の文化と政治』において軍部と大学の新たな関係性を研究しており、第二次世界大戦における複雑な兵器システムの誕生とともに生まれたと論じている。すなわち戦車、艦艇、火砲、航空機、電子戦兵器、軍用通信などの軍事システムが高度に複雑化することにより、また戦争の範囲が急速に拡大して総力戦となったことから、軍の研究機関だけではなく市民の研究機関も研究に乗り出すようになることとなった。また冷戦期においてアメリカの軍部は軍事工学の研究開発のために大学を活用していた。加えて朝鮮戦争が勃発すると大学や研究機関がオペレーションリサーチの方法論を駆使して作戦計画や有事立法案の作成に関与するようになる。例えばレンズの『軍産複合体制』によれば1965年に陸軍のキャメロット計画と呼ばれるチリやブラジルなどの混乱地域に対する内政干渉の秘密計画がアメリカン大学により研究されていたことが明らかにされた。